# لورين فاغان
لورين فاغان (بالإنجليزية: Lauren Fagan)‏ هي مغنية أسترالية، ولدت في القرن العشرين.